# Bazilika svetih Nazarija in Celsa
Bazilika svetih Nazarij in Celsa (francosko Basilique des Saints Nazaire et Celse) je rimokatoliška manjša bazilika utrjenem mestu Carcassonne v Franciji. Je narodni spomenik in je zgrajena v gotsko-romanski arhitekturni tradiciji.

## Zgodovina

### Vizigotska cerkev
Prvotna cerkev naj bi bila zgrajena v 6. stoletju v času vladavine Teoderika Velikega, vladarja Vizigotov.

### Stolnica v Carcassonnu
12. junija 1096 je mesto obiskal papež Urban II. in blagoslovil gradbeni material za gradnjo stolnice. Gradnja je bila končana v prvi polovici 12. stoletja . Zgrajena je bila na mestu karolinške stolnice, od katere ni ostalo nobenih sledi. Tudi kripta kljub starodavnemu videzu izvira iz nove gradnje.
Konec 13. stoletja, v času vladanja kraljev Filipa III., Filipa IV. ter škofov Pierra de Rocheforta in Pierra Rodierja, je bila stolnica obnovljena v gotskem slogu. Stolnica v Carcassonnu je ostala do leta 1803, ko je izgubila naslov in ga je dobila sedanja stolnica (Cathédrale Saint-Michel de Carcassonne) .

### Bazilika
Cerkev svetnikov Nazarija in Celsa je status zgodovinskega spomenika pridobila leta 1840. Približno v tem času je arhitekt Eugène Viollet-le-Duc cerkev obnovil skupaj s preostalim delom citadele. Leta 1898 je bila cerkev povzdignjena v manjšo baziliko.

## Arhitektura

### Zunanjost
Že po zunanjosti se med seboj ločita - razmeroma nizka romanska ladja in visok gotski korni del z oporniki. Na južni strani je še vedno ohranjena gotska škofovska kapela, vendar je nekdanji križni hodnik izginil. Na obeh straneh cerkve sta stranski ladji razširjeni z dvema poznogotskima kapelama, ki mejita na transept. Na tlorisu so jasno vidni različni oboki ladje (banjasti obok) in transept ali kor (rebrasti obok). Romanski portal, ki je bil v veliki meri obnovljen v 19. stoletju, je z okroglimi arhivolti in nepredvideno ploščo timpanona na severni strani cerkve.

### Notranjost
Ob vstopu v cerkev vtisnejo jasne linije triladijske - in tako dokaj nenavadne za južni francoski občutek prostora – dolge hiše; to potem uporabljajo tudi nekateri raziskovalci s clunyjsko, t. i. severno francosko gradbeno tradicijo - koncept, ki ga podpira svod osrednje ladje, ki se do neke mere zoži. Pasni loki, ki so tudi koničasti, počivajo na opečnih polstebrih, ki so izmenično postavljeni pred kvadratne stebre ali pa naslonjeni na debele - tudi opečne - okrogle stebre. Kapiteli med ploščo imposta ne prikazujejo nobenih figurativnih upodobitev, temveč le abstraktne rastlinske in geometrijske oblike. Ozki stranski ladji imata polkrožne oboke - tudi s pasnimi loki.
Šest travej ladje vodi do širokega, svetlega gotskega transepta in do osrednje korne apside. Celotno območje med oporniki na vzhodni strani cerkve je v zgornjem delu okno in okrašeno s krogovičjem na spodnjem območju - tudi tu cerkvena zgradba temelji na severno francoskih modelih (npr. Sainte-Chapelle v Parizu) ko ni bilo prostora za korni obhod. Obe okenski rozeti v transeptu sta oblikovani nekoliko različno - tista na južni strani ima osvetljene bočne in zgornje izboke, kar kaže na to, da je bila nekaj let mlajša.

## Oprema
- Nekatera okna - zlasti okna v apsidi - imajo še vedno svojo prvotno zasteklitev iz 14. in 16. stoletja; okno na vrhu kora prikazuje prizore iz Kristusovega pasijona..
- Srednjeveška kamnita plošča z reliefom v severnem transeptu prikazuje impozantne prizore obleganja - morda iz časa albižanske križarske vojne (1209–1229).
- Sprednji del škofove grobnice iz leta 1266 prikazuje majhno ležečo figuro (gisant) pokojnika in žalujočo skupino. Angeli prihajajo z neba s kadilnicami, drugi pa nosijo - kot majhna figura - dušo mrtvih v nebesa.
- V eni od stranskih kapel je še ena škofova grobnica: škof Pierre de Rochefort (1300–1321) stoji pokonci med dvema nadškofoma.
- Oprema vključuje tudi orgle, katerih srednji del verjetno izhaja iz sredine 17. stoletja, zaradi česar so ene najstarejših cerkvenih orgel na jugu. Jean-Pierre Cavaillé je nekaj let pred francosko revolucijo dodal še druge dele.

- Tloris
- Romanski vhod v severni fasadi
- Kor bazilike v utrjenem mestu Carcassonne
- Okno v apsidi